# Mantiphaga pseudocreobotrae
Mantiphaga pseudocreobotrae är en stekelart som först beskrevs av Jean Risbec 1951.  Mantiphaga pseudocreobotrae ingår i släktet Mantiphaga och familjen gallglanssteklar. Inga underarter finns listade i Catalogue of Life.